# Filippinernes præsidenter
Filippinerne blev uafhængige i 1946. Filippinernes præsidenter har været:

## Præsidenter før uafhængigheden
- Emilio Aguinaldo (24. maj 1899 – 1. april 1901), præsident af den Første Republik i den filippinske revolution
- Manuel Quezon (15. november 1935 – 1. august 1944)
- Sergio Osmeña (1. august 1944 – 28. maj 1946)
- José Laurel (14. oktober 1943 – 17. august 1945), præsident under den japanske besættelse)

## Præsidenter efter uafhængigheden (1946 – )
- Manuel Roxas (28. maj 1946 – 15. april 1948)
- Elpidio Quirino (17. april 1948 – 30. december 1953)
- Ramon Magsaysay (30. december 1953 – 17. marts 1957)
- Carlos Garcia (18. marts 1957 – 30. december 1961)
- Diosdado Macapagal (30. december 1961 – 30. december 1965)
- Ferdinand Marcos (30. december 1965 – 25. februar 1986)
- Corazon Aquino (25. februar 1986 – 30. juni 1992)
- Fidel V. Ramos (30. juni 1992 – 30. juni 1998)
- Joseph Estrada (30. juni 1998 – 20. januar 2001)
- Gloria Macapagal-Arroyo (20. januar 2001 – 30. juni 2010), datter af tidl. præs. Diosdado Macapagal
- Benigno Aquino III (30. juni 2010 – 30. juni 2016)
- Rodrigo Duterte (30. juni 2016 - 30. juni 2022)
- Bongbong Marcos (siden 30. juni 2022)